# Sternangustum copei
Sternangustum copei là một loài bọ cánh cứng trong họ Cerambycidae.